# Chala
Le Chala (Cala) est une langue gour du Ghana.